# 田辺研一郎
田邊 研一郎（たなべ けんいちろう、1977年（昭和52年）12月12日 - ）は日本テレビの社員。元エグゼクティブアナウンサー。

## 来歴

### 生い立ち
神奈川県横浜市出身。慶應義塾高等学校を経て慶應義塾大学経済学部卒業。大学時代は慶應義塾体育会ソッカー部主将。高校まではジェフ市原ユースに所属。トップチーム昇格を志すが断念。ポジションはゴールキーパー。

2000年4月に日本テレビに入社。同期入社には小野寺麻衣（退社）、斉藤まりあ（退社）、山下美穂子（退社）がいる。
2012年のロンドンオリンピックでは、テレビ中継の実況アナウンサーとしてジャパンコンソーシアムに派遣された。
長らくはスポーツ実況が多かったが、2022年4月より、Oha!4 NEWS LIVEのキャスターに就任した。
小学校教員免許取得のため、大学に通っている
2011年10月26日に、当時中京テレビアナウンサーの我妻絵美と結婚。2012年6月に我妻が第一子の妊娠をブログで発表。同年11月26日に長男、2015年6月21日には次男の2人を授かった。
プロ野球中継では「2009年」度、サヨナラゲームに絡む試合に当ることが多かった。また、2010年4月24日の巨人対広島戦（木村拓也元コーチの追悼試合）の実況も担当した。2018年3月30日の巨人対阪神戦で入社以来初の巨人のシーズン開幕戦実況を担当。さらに2019年の日本シリーズ・巨人対ソフトバンク第3戦（2019年10月22日）で自身初となる日本シリーズ実況を担当。2020年6月19日の巨人対阪神戦で自身2度目の開幕戦実況を担当した。2021年3月26日の巨人対DeNA戦で2年連続3度目の開幕戦実況を担当。現在の日本テレビでは珍しく野球とサッカーの両方を担当するアナウンサー。

## 主な実況実績
- オリンピック中継ロンドンオリンピック (2012年)
  - ロンドン五輪　男女サッカー、アーチェリー、自転車を担当
    - 女子サッカー：予選リーグ・日本×カナダ戦、準決勝・日本×フランス戦
    - 男子サッカー：予選リーグ・日本×エジプト戦
- ワールドカップ中継
  - 2014年ブラジル大会・グループC・日本×ギリシャ（2014年6月20日[8]）
  - 2018年ロシア大会・グループH・日本×セネガル（2018年6月25日[9]）
- スーパーボウル中継第50回大会
  - デンバー・ブロンコス×カロライナ・パンサーズ（2016年2月8日[10]）
- 東日本大震災・復興支援チャリティーマッチ がんばろうニッポン!(2011年3月29日)

## 過去の担当番組
- ズームイン!!SUPER（水～金曜 5:20～8:00）
- ご存じですか（月～金曜 11:25～11:30）
- NFL倶楽部
- 小熊のベア部屋（2009年5月13日　メインMCの小熊美香とプロ野球チームをつくろう!2を用いて野球実況対決を実施）
- NEWS ZERO（鈴木崇司の代理）
- スポーツうるぐす→江川×堀尾のSUPERうるぐす（土・日曜　23:55～24:35,2006.10.1 - 2010.3.28）
- 笑点（副音声の解説放送担当）
- Oha!4 NEWS LIVE（2022年4月8日 - 2023年3月31日）- 金曜ニュース・スポーツキャスター
- スポーツ中継
- UEFAチャンピオンズリーグハイライト(不定期)
- 日テレNEWS24（不定期）